# Canva
Canva — кроссплатформенный сервис для графического дизайна, основанный в 2013 году.
Создание изображений в сервисе строится на принципе перетаскивания готовых элементов и варьировании изменяемых шаблонов. Графический редактор даёт доступ к встроенной библиотеке шаблонов, стоковых фотографий, иллюстраций и шрифтов. Сервис адресован как рядовым пользователям, так и профессионалам дизайна и цифрового маркетинга. На платформе можно создавать как изображения для публикации в интернете, так и макеты для полиграфической продукции.

## История
Компания была основана Мелани Перкинс 1 января 2013 года в Сиднее, Австралия. На 1 января 2014 платформа насчитывала 150 тысяч пользователей. В апреле 2014 года к компании присоединился эксперт по социальным медиа и технологиям Гай Кавасаки в качестве главного евангелиста.
В 2017 году на русском языке стал доступен фоторедактор Canva. В 2018-м на русский также было переведено мобильное приложение сервиса для Android и ряд бесплатных шаблонов для школьного образования.
На 2018 год в компании работают около 200 человек с офисами в Сиднее, Пекине и Маниле. В январе 2018 года генеральный директор Мелани Перкинс анонсировала новый раунд инвестиций в 40 млн долларов США от Sequoia Capital, Blackbird Ventures, and Felicis Ventures, а капитализация компании достигла 1 млрд долларов США.
1 июня 2022 года Canva ограничила доступ пользователям из России в связи с вторжением России на Украину.
В апреле 2025 года в редакторе появились инструменты на основе ИИ для генерации изображений и создания мини-приложений по тестовым запросам.